# Nel sole - Concerto dal vivo... e non solo
Nel sole - Concerto dal vivo... e non solo este un album live al lui Al Bano publicat în Italia în 2009.
Albumul conține 12 hit-uri din repertoriul său înregistrate în timpul concertelor din cadrul turneului european din 2008 în colaborare cu orchestrele sinfonice din București, Viena, Bremen, Moscova și Minsk, dar și 3 cântece înregistrate în studio.

## Track list
1. Nel sole (Live)  (Albano Carrisi, Pino Massara, Vito Pallavicini)
2. Nostalgia canaglia (Live)  (Albano Carrisi, Mercurio, Romina Power, Vito Pallavicini, Willy Molco)
3. Mattino (Live)  (Ruggiero Leoncavallo, Vito Pallavicini)
4. Ci sarà (Live)  (Cristiano Minellono, Dario Farina)
5. Bianca di luna (Live)  (Albano Carrisi, Pino Massara, Alessandro Colombini)
6. Sempre sempre (Live)  (Claude Lemesle, Michel Carrè, Michel Gouty, Vito Pallavicini)
7. Libertà (Live)  (Springbock, L.B.Horn, Willy Molco, Romina Power, Vito Pallavicini
8. Ave Maria (Live)  (Johann Sebastian Bach, Charles Gounod)
9. Sharazan (Live)  (Albano Carrisi, Ciro Dammicco, Romina Power, Stefano Dammicco)
10. È la mia vita (Live)  (Pino Marino, Maurizio Fabrizio)
11. Felicità (Live)  (Cristiano Minellono, Dario Farina, Gino De Stefani)
12. Dialogo  (Albano Carrisi, Romina Power)
13. Cara terra mia  (Albano Carrisi, Romina Power, Vito Pallavicini)
14. La siepe  (Pino Massara, Vito Pallavicini)